# بولشوی بور
بولشوی بور (به لاتین: Bolshoy Bor) یک منطقهٔ مسکونی در روسیه است که در استان آرخانگلسک واقع شده‌است.